# Constitució Espanyola de 1876
La Constitució Espanyola de 1876 (oficialment: Constitució de la Monarquia Espanyola) fou promulgada per Cánovas del Castillo, un cop aconseguida la restauració borbònica.
Proclamava la sobirania conjunta del rei i de les Corts Generals i instaurava una monarquia constitucional amb importants atribucions a la Corona i un Estat molt centralitzat. Tot i que fou suspesa per Primo de Rivera, que en va intentar elaborar una de nova sense èxit, estigué en vigència fins a la Constitució Espanyola de 1931.
Les llibertats polítiques eren reconegudes, però van ser restringides per les lleis ordinàries.
Es proclamava la confessionalitat de l'Estat, si bé es permetia el culte privat d'altres religions.